# Trematodon setaceus
Trematodon setaceus là một loài rêu trong họ Bruchiaceae. Loài này được Hampe ex Besch. mô tả khoa học đầu tiên năm 1875.